# Глубокое (озеро, Ивановская область)
Глубо́кое — озеро в юго-восточной части Южского района Ивановской области. Расположено в 5 км южнее села Моста, в границах Талицкого сельского поселения, на высоте 93 м над уровнем моря.
Площадь озера — 0,082 км². Средняя глубина озера — 1,44 м, максимальная глубина — 4,3 (по другим данным до 17) м. Объём воды — 0,000193 км³.

## Описание
Озеро карстового происхождения, проточное, относится к озерам мезотрофного типа. Вода в озере имеет желтовато-коричневый оттенок из-за гуминовых кислот. Питание озера снеговое, дождевое и грунтовое. Еще в озеро впадает неширокая протока, с быстрым течением, которая служит стоком вод с болота Большое.
В западном направлении озеро имеет более полноводный сток, проходящий через два небольших безымянных водоема и изливающийся в широкую заболоченную и зарастающую осоково-кустарниковой растительностью низину.
В долине озера часто встречаются карстовые воронки различных размеров и глубины. Проявления карста связаны с карбонатными и галогенными сульфатными породами Пермского периода.
Высокий берег с крутизной до 70° переходит в крутое дно. Рельеф берегов озера на примере юго-восточного берега представлен следующей последовательностью урочищ: от уреза воды начинается озёрная терраса длиной 10 м с уклоном 1°; затем идет склон озерной террасы длиной до 13 м с уклоном 12°; плакорные участки имеют уклоны около 3°.
Озеро входит в систему дюнных озер Балахнинской низины в пределах Ивановской области.

## Флора и фауна
По берегам озера распространены кустарниковые заросли, такие как: ива, крушина ломкая и ольха чёрная. Часто встречаются травянистые растения: таволга вязолистная, калестания болотная, вербейник обыкновенный, реже — крапива двудомная, кипрей железистостебельный.
В современной флоре ООПТ к 2014 году отмечено более 200 видов сосудистых растений. Например, прострел раскрытый — включен в Приложение 1 Бернской конвенции, а так же занесен в Красную книгу Ивановской области. Еще 5 видов: песчанка скальная, острокильница чернеющая, зимолюбка зонтичная, толокнянка обыкновенная, осока заливная — включены в Красную книгу Ивановской области. А также 15 видов относятся к редким растениям для флоры Ивановской области, занесенных в дополнительный список Красной книги Ивановской области.
В составе флоры охранной зоны преобладают представители отдела цветковые растения. Представители отдела папоротниковидные представлены всего 4 видами. В отделах хвощевидные и голосеменные насчитывается по 3 вида. Отдел плауновидные представлен всего 2 видами.
К числу ведущих семейств флоры ООПТ по числу видов относятся следующие: астровые, злаки, осоковые, бобовые, лютиковые и ивовые.
На территории ООПТ присутствуют некоторые заносные виды растений, например: кипрей железистостебельный, ситник тонкий, мелколепесник канадский и ирга колосистая. Все виды включены в Черную книгу флоры Средней России, их распространение представляют угрозу биологическому разнообразию прибрежным экосистемам озера.
Ихтиофауна озера, по данным на 2014 год, представлена 8 видами рыб. Достоверно подтверждено обитание следующих видов рыб: обыкновенная щука, плотва, краснопёрка, лещ, речной окунь. Согласно опросам рыбаков в озере также обитают: налим, вьюн и ёрш. В маленьком, безымянном водоеме, соединенным с озером небольшой протокой, обитает редкий вид рыб — озёрный гольян. Данный вид может обитать и в самом озере Глубокое, но этот вид рыб поедается хищными рыбами, поэтому очень редок.
Акваторию озера, его берега, а также межозерные протоки населяют два похожих вида норок — американская и европейская, а также выдра.